# Офіційний перелік регіонально рідкісних рослин Львівської області
Офіційний перелік регіонально рідкісних рослин Львівської області — список, що містить перелік видів рослин, які не занесені до Червоної книги України, але є рідкісними або такими, що перебувають під загрозою зникнення на території Львівської області.

## Історія
Перелік було затверджено рішенням Львівської обласної ради від 2 грудня 2003 p. № 193. Ведення Переліку, підготовка пропозицій про занесення до нього чи вилучення з нього зникаючих видів рослин забезпечується обласною комісією з питань переліку рідкісних видів рослин, які не занесені до Червоної книги України. До її складу входять провідні науковці, спеціалісти спеціально уповноважених органів виконавчої влади з питань екології та природних ресурсів у Львівській
області, а також можуть входити представники інших державних та громадських організацій. До списку входять 259 видів судинних рослин.

## Перелік
| № п/п | Українська назва виду          | Біномінальна назва                                    | Охоронний статус    |
| ----- | ------------------------------ | ----------------------------------------------------- | ------------------- |
| 1     | Аденофора лілієлиста           | Adenophora lilifolia (L.) A.DC.                       | Рідкісний           |
| 2     | Азинеума сірувата              | Asyneuma canescens (Waldst. et Kit.) Griseb. et Scher | Рідкісний           |
| 3     | Аконіт волотистий              | Aconitum paniculatum Lam.                             | Рідкісний           |
| 4     | Аконіт Дегена                  | Aconitum degenii Gayer                                | Недостатньо відомий |
| 5     | Аконіт строкатий               | Aconitum variegatum L.                                | Рідкісний           |
| 6     | Альдрованда пухирчаста         | Aldrovanda vesiculosa L.                              | Рідкісний           |
| 7     | Аморія Бонанна                 | Amoria bonannii (C.Presl) Roskov                      | Недостатньо відомий |
| 8     | Андромеда багатолиста          | Andromeda polifolia L.                                | Рідкісний           |
| 9     | Армерія звичайна               | Armeria vulgaris Willd.                               | Рідкісний           |
| 10    | Арум альпійський               | Arum alpinum Schott et Kotschy                        | Рідкісний           |
| 11    | Арум Бессера                   | Arum besserianum Schott                               | Рідкісний           |
| 12    | Аспленій зелений               | Asplenium viride Huds.                                | Рідкісний           |
| 13    | Астрагал датський              | Astragalus danicus Retz.                              | Рідкісний           |
| 14    | Багатоніжка проміжна           | Polypodium interjectum Shivas                         | Рідкісний           |
| 15    | Багаторядник Брауна            | Polystichum braunii (Sperm.) Fee                      | Рідкісний           |
| 16    | Багно звичайне                 | Ledum palustre L.                                     | Вразливий           |
| 17    | Безщитник розставленолистий    | Athyrium distentifolium Tausch ex Opiz                | Зниклий             |
| 18    | Блехнум колосистий             | Blechnum spicant (L.) Roth                            | Рідкісний           |
| 19    | Борідник паростковий           | Jovibarba sobolifera (Sims) Opiz                      | Недостатньо відомий |
| 20    | Бородач звичайний              | Botriochloa ischaemum (L.) Keng                       | Рідкісний           |
| 21    | Будяк сизий                    | Carduus glaucinus Holub                               | Зникаючий           |
| 22    | Бурачок пустельний             | Alyssum desertorum Stapf                              | Недостатньо відомий |
| 23    | В'язіль увінчаний              | Coronilla coronata L.                                 | Рідкісний           |
| 24    | Верба лапландська              | Salix lapponum L.                                     | Вразливий           |
| 25    | Верба мирзинолиста             | Salix myrsinifolia Salisb.                            | Рідкісний           |
| 26    | Верба сілезька                 | Salix silesiaca Willd.                                | Рідкісний           |
| 27    | Верба чорнична                 | Salix myrtilloides L.                                 | Зникаючий           |
| 28    | Вербозілля гайове              | Lysimachia nemorum L.                                 | Рідкісний           |
| 29    | Вечорниці лісові               | Hesperis sylvestris Crantz                            | Рідкісний           |
| 30    | Вишня кущова                   | Cerasus fruticosa Pall.                               | Рідкісний           |
| 31    | Вівсюнець знебарвлений         | Helictotrichon praeustum (Reichenb.) Tzvel.           | Рідкісний           |
| 32    | Вівсюнець пустельний           | Helictotrichon desertorum (Less.) Nevski              | Зникаючий           |
| 33    | Вівсюнець Шелла                | Helictotrichon schellianum (Hack.) Kitag.             | Рідкісний           |
| 34    | Відкасник безстебловий         | Carlina acaulis L.                                    | Рідкісний           |
| 35    | Вовчок білий                   | Orobanche alba Steph.                                 | Рідкісний           |
| 36    | Вовчок блідоквітковий          | Orobanche pallidifiora Wimm. et Grab.                 | Рідкісний           |
| 37    | Вовчок високий                 | Orobanche elatior Sutt.                               | Рідкісний           |
| 38    | Вовчок гірчаковий              | Orobanche picridis F.Schultz                          | Рідкісний           |
| 39    | Вовчок ельзаський              | Orobanche alsatica Kirschl.                           | Рідкісний           |
| 40    | Вовчок жовтий                  | Orobanche lutea Baumg.                                | Недостатньо відомий |
| 41    | Вовчок малий                   | Orobanche minor Smith                                 | Рідкісний           |
| 42    | Вовчок самосиловий             | Orobanche teucrii Hoiandre                            | Рідкісний           |
| 43    | Вовчок синюватий               | Orobanche coerulescens Steph.                         | Недостатньо відомий |
| 44    | Вовчок стрункий                | Orobanche gracilis Smith                              | Рідкісний           |
| 45    | Водяний жовтець щитовидний     | Batrachium peltatum (Schrank) Bercht. et J.Presl      | Недостатньо відомий |
| 46    | Водяний різак алоевидний       | Stratiotes aloides L.                                 | Недостатньо відомий |
| 47    | Волошка Доміна                 | Centaurea dominii (Dostal) Dubobik                    | Недостатньо відомий |
| 48    | Волошка м'яка                  | Centaurea mollis Waldst. et Kit.                      | Недостатньо відомий |
| 49    | Волошка стиснута               | Centaurea stricta Waldst. et Kit.                     | Рідкісний           |
| 50    | Вужачка звичайна               | Ophioglossum vulgatum L.                              | Рідкісний           |
| 51    | Гвоздика несправжньопізня      | Dianthus pseudoserotinus Blocki                       | Рідкісний           |
| 52    | Гвоздика перетинчаста          | Dianthus membranaceus В orb.                          | Рідкісний           |
| 53    | Гвоздика пишна                 | Dianthus superbus L.                                  | Рідкісний           |
| 54    | Гвоздика піскова               | Dianthus arenarius L.                                 | Вразливий           |
| 55    | Голокучник Робертів            | Gymnocarpium robertianum (Hoffm.) Newm.               | Рідкісний           |
| 56    | Горицвіт весняний              | Adonis vernalis L.                                    | Вразливий           |
| 57    | Горлянка пірамідальна          | Ajuga pyramidalis L.                                  | Рідкісний           |
| 58    | Горошок горохоподібний         | Vicia pisiformis L.                                   | Недостатньо відомий |
| 59    | Гронянка віргінська            | Botrychium virginianum (L.) Sw.                       | Рідкісний           |
| 60    | Грушанка зеленоцвіта           | Pyrola chlorantha Sw.                                 | Недостатньо відомий |
| 61    | Грушанка середня               | Pyrola media Sw.                                      | Недостатньо відомий |
| 62    | Грястиця іспанська             | Dactylis hispanica Roth                               | Рідкісний           |
| 63    | Дельфіній клиновидний          | Delphinium cuneatum Stev. ex DC.                      | Недостатньо відомий |
| 64    | Дерен справжній                | Cornus mas L.                                         | Зникаючий           |
| 65    | Дзвоники ялицеві               | Campanula abietina Griseb. et Schenk.                 | Недостатньо відомий |
| 66    | Дрік германський               | Genista germanica L.                                  | Рідкісний           |
| 67    | Дуб скельний                   | Quercus petraea L. ex Liebl.                          | Рідкісний           |
| 68    | Жабриця гірська                | Seseli libanotis (L.) Koch                            | Рідкісний           |
| 69    | Живокіст дрібночашечковий      | Symphytum microcalyx S.G. Gmel.                       | Недостатньо відомий |
| 70    | Живокіст серцеподібний         | Symphytum cordatum Waldst. et. Kit. ex Willd.         | Рідкісний           |
| 71    | Жовтець Запаловича             | Ranunculus zapalowiczii Pacz.                         | Рідкісний           |
| 72    | Жовтозілля болотне             | Senecio paludosus L.                                  | Вразливий           |
| 73    | Жовтозілля тіньове             | Senecio umbrosus Waldst. et Kit.                      | Рідкісний           |
| 74    | Жовтозілля Швецова             | Senecio schvetzovii Korsh.                            | Рідкісний           |
| 75    | Залізняк бульбистий            | Phlomoides tuberosa L.                                | Рідкісний           |
| 76    | Заполонь гладка                | Phelipanche laevis (L.) Holub                         | Рідкісний           |
| 77    | Заполонь пурпурова             | Phelipanche purpurea (Jacq.) Sojak                    | Рідкісний           |
| 78    | Заяча_капуста карпатська       | Hylotelephium carpaticum (G.Reuss) Sojak              | Рідкісний           |
| 79    | Заяча капуста Рупрехта         | Hylote ruprechtii (Jalas) Tzvel.                      | Недостатньо відомий |
| 80    | Звіробій сланкий               | Hypericum humifusum L.                                | Рідкісний           |
| 81    | Звіробій стрункий              | Hypericum elegans Steph.                              | Рідкісний           |
| 82    | Зірочки чохлуваті              | Gagea spathacea (Hayne) Salisb.                       | Недостатньо відомий |
| 83    | Зірочник товстолистий          | Stellaria crassifolia Ehrh.                           | Недостатньо відомий |
| 84    | Каулінія мала                  | Caulinia minor (All.) Coss. et Germ.                  | Недостатньо відомий |
| 85    | Кизильник чорноплідний         | Cotoneaster melanocarpus Fisch. ex Blytt              | Рідкісний           |
| 86    | Козлятник лікарський           | Galega officinalis L.                                 | Недостатньо відомий |
| 87    | Комиш укорінливий              | Scirpus radicans Schkuhr                              | Недостатньо відомий |
| 88    | Конюшина блідо-жовта           | Trifolium ochroleucon Huds.                           | Рідкісний           |
| 89    | Косарики черепитчасті          | Gladiolus imbricatus L.                               | Вразливий           |
| 90    | Костриця макутринська          | Festuca macutrensis Zapah                             | Недостатньо відомий |
| 91    | Костриця несправжньодалматська | Festuca pseudodalmatica Kraj ina                      | Недостатньо відомий |
| 92    | Костриця піщанолюбива          | Festuca psammophila (Hack, ex Celak.) Fritsch         | Рідкісний           |
| 93    | Костриця поліська              | Festuca polesica Zapal.                               | Рідкісний           |
| 94    | Костриця Регеля                | Festuca regeliana Pavl.                               | Недостатньо відомий |
| 95    | Костриця різнолиста            | Festuca heterophylla Lam.                             | Вразливий           |
| 96    | Костриця шорстколиста          | Festuca trachyphylla (Hack.) Krajina                  | Рідкісний           |
| 97    | Кропива київська               | Urtica kioviensis Rogow.                              | Недостатньо відомий |
| 98    | Крупка дібровна                | Draba nemorosa L.                                     | Недостатньо відомий |
| 99    | Кукіль звичайний               | Agrostemma githago L.                                 | Зникаючий           |
| 100   | Кульбаба польська              | Taraxacum polonicum Matecka et Soest                  | Недостатньо відомий |
| 101   | Куничник мінливий              | Calamagrostis varia (Schrad.) Host                    | Рідкісний           |
| 102   | Купальниця висока              | Trollius altissimus Crantz                            | Недостатньо відомий |
| 103   | Купальниця європейська         | Trollius europaeus L.                                 | Рідкісний           |
| 104   | Купина коротковолосиста        | Polygonatum hirtum (Bosc. ex Poir.) Pursh             | Рідкісний           |
| 105   | Кушир підводний                | Ceratophyllum submersum L.                            | Недостатньо відомий |
| 106   | Ласкавець довголистий          | Bupleurum longifolium L.                              | Недостатньо відомий |
| 107   | Латаття біле                   | Nymphaea alba L.                                      | Вразливий           |
| 108   | Латаття сніжно-біле            | Nymphaea candida J.Pres                               | Вразливий           |
| 109   | Леєрсія рисовидна              | Leersia oryzoides (L.) Sw.                            | Рідкісний           |
| 110   | Леопольдія чубкувата           | Leopoldia comosa (L.) Parl.                           | Рідкісний           |
| 111   | Лепеха звичайна                | Acorus calamus L.                                     | Недостатньо відомий |
| 112   | Лепешняк відхилений            | Glyceria declinata Breb.                              | Недостатньо відомий |
| 113   | Лещиця висока                  | Gypsophila altissima L.                               | Рідкісний           |
| 114   | Лещиця волотиста               | Gypsophila paniculata L.                              | Рідкісний           |
| 115   | Липа широколиста               | Tilia platyphyllos Scop.                              | Рідкісний           |
| 116   | Лисохвіст тростиновий          | Alopecurus arundinaceus Poir.                         | Недостатньо відомий |
| 117   | Листовик сколопендровий        | Phyllitis scolopendrium (L.) Newm.                    | Вразливий           |
| 118   | Ломикамінь зернистий           | Saxifraga granulata L.                                | Рідкісний           |
| 119   | Ломикамінь трипальчастий       | Saxifraga tridactylites L.                            | Недостатньо відомий |
| 120   | Ломиніс виноградолистий        | Clematis vitalba L.                                   | Недостатньо відомий |
| 121   | Ломиніс цілолистий             | Clematis integrifolia L.                              | Зниклий             |
| 122   | Лопух дібровний                | Arctium nemorosum Lej.                                | Рідкісний           |
| 123   | Люпинник п'ятилистковий        | Lupinaster pentaphyllus Moench                        | Зниклий             |
| 124   | Льон багаторічний              | Linum perenne L.                                      | Рідкісний           |
| 125   | Льонолисник альпійський        | Thesium alpinum L.                                    | Зниклий             |
| 126   | Льонолисник льонолистий        | Thesium linophyllon L.                                | Недостатньо відомий |
| 127   | Малий комонник зігнутий        | Succisella inflexa (Kluk) G.Beck                      | Рідкісний           |
| 128   | Медунка вузьколиста            | Pulmonaria angustifolia L.                            | Недостатньо відомий |
| 129   | Медунка м'яка                  | Pulmonaria mollis Wulf. ex Hornem.                    | Рідкісний           |
| 130   | Миршавиця польова              | Aphanes arvensis L.                                   | Недостатньо відомий |
| 131   | Мучниця звичайна               | Arctostaphylos uva-ursi (L.) Spreng.                  | Вразливий           |
| 132   | Настурція лікарська            | Nasturtium officinale R.Br.                           | Недостатньо відомий |
| 133   | Незабудка альпійська           | Myosotis alpestris F.W.Schmidt                        | Рідкісний           |
| 134   | Нечуйвітер оранжево-червоний   | Pilosella aurantiaca (L.) Schultz et Sch.Bip.         | Рідкісний           |
| 135   | Ожика лісова                   | Luzula sylvatica (Huds.) Gaudin                       | Вразливий           |
| 136   | Ожина Бертрама                 | Rubus bertramii G.Braun                               | Недостатньо відомий |
| 137   | Ожина Веста                    | Rubus vestii Focke                                    | Недостатньо відомий |
| 138   | Ожина незграбна                | Rubus rudis Weihe et Nees                             | Недостатньо відомий |
| 139   | Ожина пригріта                 | Rubus apricus Wimm.                                   | Недостатньо відомий |
| 140   | Ожина Шлейхера                 | Rubus schleicheri Weihe ex Tratt.                     | Недостатньо відомий |
| 141   | Оман блошиний                  | Inula conyzae DC.                                     | Рідкісний           |
| 142   | Омег банатський                | Oenanthe banatica Heuff.                              | Недостатньо відомий |
| 143   | Омела австрійська              | Viscum austriacum Wiesb.                              | Недостатньо відомий |
| 144   | Ореоптерис краєсім'яний        | Oreopteris limbosperma (All.) Holub                   | Рідкісний           |
| 145   | Орлики звичайні                | Aquilegia vulgaris L.                                 | Рідкісний           |
| 146   | Осока Бігелова                 | Carex bigelowii Torr. ex Schwein.                     | Рідкісний           |
| 147   | Осока вузьколиста              | Carex stenophylla Wahlenb.                            | Вразливий           |
| 148   | Осока дводомна                 | Carex dioica L.                                       | Зникаючий           |
| 149   | Осока звисла                   | Carex pendula Huds.                                   | Рідкісний           |
| 150   | Осока кореневищна              | Carex rhizina Blytt ex Lindbl.                        | Вразливий           |
| 151   | Осока лапкоподібна             | Carex pediformis C.A.Mey.                             | Рідкісний           |
| 152   | Осока лапчаста                 | Carex ornithopoda Wiild.                              | Недостатньо відомий |
| 153   | Осока остюкова                 | Carex atherodes Spreng.                               | Рідкісний           |
| 154   | Осока поникла                  | Carex demissa Hornem.                                 | Недостатньо відомий |
| 155   | Осока приземкувата             | Carex supina Willd. ex Wahlenb.                       | Недостатньо відомий |
| 156   | Осока притуплена               | Carex obtusata Liljebl.                               | Зникаючий           |
| 157   | Осока ситничковидна            | Carex juncella (Fries) Th.Fries                       | Недостатньо відомий |
| 158   | Осока тонкокореневищна         | Carex chordorrhiza Ehrh.                              | Вразливий           |
| 159   | Осока торфова                  | Carex heleonastes Ehrh.                               | Вразливий           |
| 160   | Осока Хоста                    | Carex hostiana DC.                                    | Рідкісний           |
| 161   | Осока щетиниста                | Carex strigosa Huds.                                  | Зникаючий           |
| 162   | Осока ячменевидна              | Carex hordeistichos Vill.                             | Недостатньо відомий |
| 163   | Осот клейкий                   | Circium erisithales Scop.                             | Рідкісний           |
| 164   | Осот паннонський               | Cirsium pannonicum (L. fil.) Link                     | Рідкісний           |
| 165   | Очиток шестирядний             | Sedum sexangulare L.                                  | Недостатньо відомий |
| 166   | Первоцвіт безстебловий         | Primula acaulis (L.) L.                               | Рідкісний           |
| 167   | Переліска яйцевидна            | Mercurialis ovata Sternb. et Hoppe                    | Рідкісний           |
| 168   | Переломник видовжений          | Androsace elongata L.                                 | Недостатньо відомий |
| 169   | Перлівка одноцвіта             | Melica uniflora Retz.                                 | Вразливий           |
| 170   | Перлівка трансільванська       | Melica transsilvanica Schur                           | Рідкісний           |
| 171   | Перстач англійський            | Potentilla anglica Laicharding                        | Недостатньо відомий |
| 172   | Перстач білий                  | Potentilla alba L.                                    | Рідкісний           |
| 173   | Перстач дрібненький            | Potentilla x pusilla Host.                            | Рідкісний           |
| 174   | Півники сибірські              | Iris sibirica L.                                      | Рідкісний           |
| 175   | Півники угорські               | Iris hungarica Waldst. et Kit.                        | Рідкісний           |
| 176   | Підмаренник круглолистий       | Galium rotundifolium L.                               | Зниклий             |
| 177   | Підмаренник мареновидний       | Galium rubioides L.                                   | Рідкісний           |
| 178   | Підмаренник польський          | Galium x polonicum Blocki                             | Зникаючий           |
| 179   | Плавушник болотний             | Hottonia palustris L.                                 | Вразливий           |
| 180   | Плаун булавовидний             | Lycopodium clavatum L.                                | Рідкісний           |
| 181   | Плеуросперм австрійський       | Pleurospermum austriacum (L.) Hoffm.                  | Рідкісний           |
| 182   | Попелівка чубата               | Tephroseris papposa (Reichenb.) Schur                 | Рідкісний           |
| 183   | Поросинець голий               | Hypochaeris glabra L.                                 | Рідкісний           |
| 184   | Приворотень балтійський        | Alchemilla baltica Sam. ex Juz.                       | Недостатньо відомий |
| 185   | Приворотень Валаса             | Alchemilla walasii Pawl.                              | Недостатньо відомий |
| 186   | Приворотень голостебельний     | Alchemilla glabricaulis Lindb. fil.                   | Недостатньо відомий |
| 187   | Приворотень жовто-зелений      | Alchemilla xanthochlora Rothm.                        | Недостатньо відомий |
| 188   | Приворотень сизуватий          | Alchemilla glaucescens Wallr.                         | Недостатньо відомий |
| 189   | Пухирник малий                 | Utricularia minor L.                                  | Вразливий           |
| 190   | Пухирник південний             | Utricularia australis R.Br.                           | Вразливий           |
| 191   | Пухирник середній              | Utricularia intermedia Hayne                          | Вразливий           |
| 192   | Пухирник судетський            | Cystopteris sudetica A.Br, et Milde                   | Вразливий           |
| 193   | Пухівка струнка                | Eriophorum gracile Koch                               | Вразливий           |
| 194   | Рдесник довгий                 | Potamogeton praelongus Wulf.                          | Недостатньо відомий |
| 195   | Рдесник маленький              | Potamogeton pusillus L.                               | Недостатньо відомий |
| 196   | Рдесник Фріса                  | Potamogeton friesii Rupr.                             | Недостатньо відомий |
| 197   | Ринхоспора біла                | Rhynchospora alba (L.) Vahl                           | Вразливий           |
| 198   | Росичка круглолиста            | Drosera rotundifolia L.                               | Вразливий           |
| 199   | Ряска горбата                  | Lemna gibba L.                                        | Недостатньо відомий |
| 200   | Рястка зонтична                | Ornithogalum umbellatum L.                            | Недостатньо відомий |
| 201   | Серадела дрібненька            | Ornithopus perpusillus L.                             | Рідкісний           |
| 202   | Серпій різнолистий             | Serratula lycopifolia (Vill.) A.Kerner                | Вразливий           |
| 203   | Синюха голуба                  | Polemonium caeruleum L.                               | Рідкісний           |
| 204   | Синяк руський                  | Echium russicum J.F. Gmel.                            | Рідкісний           |
| 205   | Ситник розчепірений            | Juncus squarrosus L.                                  | Рідкісний           |
| 206   | Ситняг карніолійський          | Eleocharis carniolica Koch                            | Вразливий           |
| 207   | Ситняг п'ятиквітковий          | Eleocharis quinqueflora (F.X. Hartm.) O.Schwarz       | Недостатньо відомий |
| 208   | Скабіоза голубина              | Scabiosa columbaria L.                                | Рідкісний           |
| 209   | Скереда м'яковолосиста         | Crepis mollis (Jacq.) Aschers.                        | Рідкісний           |
| 210   | Скереда обкусана               | Crepis praemorsa (L.) Tausch                          | Рідкісний           |
| 211   | Скорзонера австрійська         | Scorzonera austriaca Willd.                           | Зникаючий           |
| 212   | Скорзонера іспанська           | Scorzonera hispanica L.                               | Зникаючий           |
| 213   | Скорзонера низька              | Scorzonera humilis L.                                 | Вразливий           |
| 214   | Скорзонера пурпурова           | Scorzonera purpurea L                                 | Рідкісний           |
| 215   | Смовдь кминолиста              | Peucedanum carvifolia Vill.                           | Недостатньо відомий |
| 216   | Солонець європейський          | Salicornia europaea L                                 | Недостатньо відомий |
| 217   | Солонечник льонолистий         | Galatella linosyris (L.) Reichenb. fil.               | Рідкісний           |
| 218   | Стелюшок солончаковий          | Spergularia salina J. et C.Presl                      | Недостатньо відомий |
| 219   | Стоколос прямий                | Bromopsis erecta (Huds.) Fourr.                       | Недостатньо відомий |
| 220   | Страусове перо звичайне        | Matteuccia struthiopteris (L.) Tod.                   | Рідкісний           |
| 221   | Стрептоп листообгортний        | Streptopus amplexifolius (L.) DC.                     | Рідкісний           |
| 222   | Суріпиця пряма                 | Barbarea stricta Andrz.                               | Рідкісний           |
| 223   | Сухоребрик стиснутий           | Sisymbrium strictissimum L.                           | Рідкісний           |
| 224   | Теліптерис болотяний           | Thelypteris palustris Schott                          | Рідкісний           |
| 225   | Тетрагонолобус морський        | Tetragonolobus maritimus (L.) Roth                    | Зниклий             |
| 226   | Тимелея звичайна               | Thymelaea passerina (L.) Coss. et Germ.               | Недостатньо відомий |
| 227   | Тирличник війчастий            | Gentianopsis ciliata (L.) Ma                          | Недостатньо відомий |
| 228   | Тирличничок жовтуватий         | Gentianella lutescens (Velen.) Holub                  | Рідкісний           |
| 229   | Тисдалія голостебла            | Teesdalia nudicaulis (L.) R.Br.                       | Недостатньо відомий |
| 230   | Тризубець морський             | Triglochin maritimum L.                               | Рідкісний           |
| 231   | Тринія багатостеблова          | Trinia multicaulis (Poir.) Schischk.                  | Рідкісний           |
| 232   | Трищетинник сибірський         | Trisetum sibiricum Rupr.                              | Недостатньо відомий |
| 233   | Фегоптерис з'єднуючий          | Phegopteris connectilis (Michx.) Watt                 | Рідкісний           |
| 234   | Ферульник лісовий              | Ferulago sylvatica (Bess.) Reichenb.                  | Рідкісний           |
| 235   | Фіалка гірська                 | Viola montana L.                                      | Рідкісний           |
| 236   | Фіалка персиколиста            | Viola persicifolia Schreb.                            | Рідкісний           |
| 237   | Фіалка різнолиста              | Viola epipsila Ledeb.                                 | Зникаючий           |
| 238   | Хвощ великий                   | Equisetum telmateia Ehrh.                             | Рідкісний           |
| 239   | Хвощ зимуючий                  | Equisetum hyemale L.                                  | Рідкісний           |
| 240   | Хвощ рябий                     | Equisetum variegatum Scheich. ex Web. et Mohr         | Недостатньо відомий |
| 241   | Цанікелія болотна              | Zannichellia palustris L.                             | Недостатньо відомий |
| 242   | Чебрець чергововолосистий      | Thymus alternans Klok                                 | Недостатньо відомий |
| 243   | Чемериця чорна                 | Veratrum nigrum L.                                    | Рідкісний           |
| 244   | Чина гладенька                 | Lathyrus laevigatus (Waldst. et Kit.) Gren.           | Рідкісний           |
| 245   | Чина гороховидна               | Lathyrus pisiformis L.                                | Рідкісний           |
| 246   | Чина паннонська                | Lathyrus pannonicus (Jacq.) Garcke                    | Рідкісний           |
| 247   | Чистець альпійський            | Stachys alpina L.                                     | Недостатньо відомий |
| 248   | Шавлія поникла                 | Salvia nutans L.                                      | Зникаючий           |
| 249   | Шипшина бедренцелиста          | Rosa pimpinellifolia L.                               | Рідкісний           |
| 250   | Шипшина Вілібальда             | Rosa wilibaldii Chrshan.                              | Недостатньо відомий |
| 251   | Шипшина гальська               | Rosa gallica L.                                       | Рідкісний           |
| 252   | Шипшина повисла                | Rosa pendulina L.                                     | Рідкісний           |
| 253   | Шипшина сиза                   | Rosa glauca Pourret                                   | Рідкісний           |
| 254   | Шипшина сіро-блакитна          | Rosa caesia Smith                                     | Недостатньо відомий |
| 255   | Шолудивник Кауфмана            | Pedicularis kaufmannii Pinzg.                         | Рідкісний           |
| 256   | Шолудивник лісовий             | Pedicularis sylvatica L.                              | Рідкісний           |
| 257   | Щитник гребенястий             | Dryopteris cristata (L.) A.Gray                       | Вразливий           |
| 258   | Щитник розпростертий           | Dryopteris expansa (C.Presl) Fraser-Jenkins et Jermy  | Недостатньо відомий |
| 259   | Юринея вапнякова               | Jurinea calcarea Klok.                                | Рідкісний           |